# Balkányi Szabolcs Vezér Általános Iskola és Alapfokú Művészeti Iskola
A Balkányi Szabolcs Vezér Általános Iskola és Alapfokú Művészeti Iskola (korábban: Szabolcs Vezér Oktatási Központ) Balkány és a járás egyik legnagyobb általános iskolája. Közel 500 diákot oktat valamivel több, mint 50 pedagógus jelenleg.

## Története
Az iskola, 1994 előtt 1. számú Körzeti Iskola nevet viselte. Az 1975-ben átadott iskolát  újabb 8 tantermes szárnnyal bővítették 1981-ben, mely 1994-től a Szabolcs Vezér nevet viseli. Ebben a tanévben kezdődött a zeneoktatás népzene, zongora, gitár, furulya, trombita, fuvola, fife és hegedű tanszakon. Néptáncot és társastáncot oktatnak a művészeti iskola táncpedagógusai. Az informatika tantárgy és az internet használatát két jól felszerelt szaktanterem segíti, amit 2006. november 10-én adtak át további 6 új tanteremmel, amit a régi B-szárnyból alakítottak ki. 2007 szeptember 3-án 4 új tantermet adtak át és az 1981-ben épült E-szárnyat alakították át. 2008 január 23-án ehettek először a balkányi diákok az új ebédlőben. 2008. szeptember 1-jén átadásra került majdnem az egész intézmény, mivel ezután kezdődtek el a tornacsarnok építési munkálatai, amit végül 2010. november 25-én adtak át. Ezzel a teljes komplexum felújítása befejeződött. 2009. február 12-én tartott a helyi képviselő-testület választást az iskolaigazgatói állás kiírására. A három jelölt közül az egykori igazgatóhelyettes – Szabó Gusztáv – került ki nyertesként.

### Az intézmény igazgatói
| #  | Név                                  | Vezetési ideje |
| 1. | Zsadányi István                      | 1974—1990      |
| 2. | Radványi Sándor (megbízott igazgató) | 1990–1993      |
| 3. | Réti Gáborné                         | 1993–2009      |
| 4. | Szabó Gusztáv                        | 2009–2014      |
| 5. | Petrohán Krisztina                   | 2014–2015      |
| 6. | Oláh János                           | 2015–          |

## Vezetőség

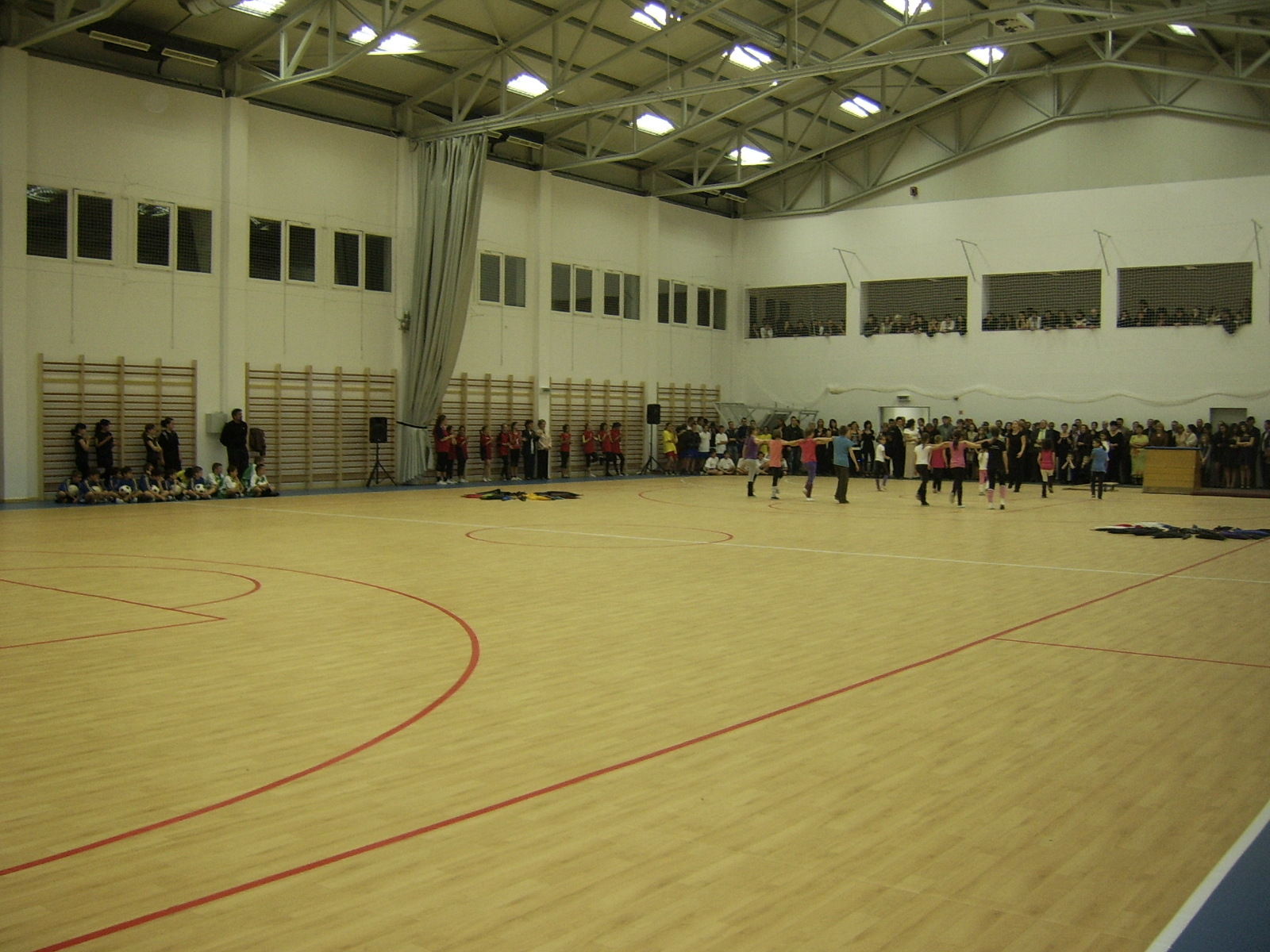
A 2010. november 25-én átadott tornacsarnok képe belülről

### Tisztségviselők
- Igazgató: Oláh János
- :Igazgatóhelyettes(ek): Molnár Zoltán és Petrovics-Réti Renáta Anikó
- Szülői-munkaközösség elnöke: Rau Andor
- Iskolakönyvtár vezetője: Rehócsinné Tóth Tünde

## Testvériskolák
- Petőfi Sándor Általános Iskola (Lázári,  Románia, Partium)
- Gimnazjum im. Adama Mickiewicza w Słopnicach (Słopnice,  Lengyelország, Kis-Lengyelország)

## Tagintézményei
Jelenleg is működik a balkányi Béketelepen a Balkányi Szabolcs Vezér Általános Iskola és Alapfokú Művészeti Iskola Béke telepi telephely, illetve az intézmény részét képezte a már megszűnt biri Jókai Mór Általános Iskola is.